# De Grasse (C 610)
La De Grasse (C 610) era un incrociatore antiaereo (CAA) della marina francese in servizio tra il 1956 e il 1972.
La De Grasse e la Colbert furono gli unici due incrociatori della Marine nationale costruiti dopo la seconda guerra mondiale, insieme all'incrociatore portaelicotteri Jeanne d'Arc. Porta il nome di François Joseph Paul de Grasse.

## Storia
Unica unità della sua classe, all'origine il progetto prevedeva 3 incrociatori da 10.000 tonnellate e derivava da quello della classe La Galissonnière, ma le navi dovevano essere più pesanti e con una migliore artiglieria antiaerea.

La nave fu impostata nel 1937 nell'arsenale di Lorient ma la costruzione fu interrotta all'inizio della seconda guerra mondiale e sfuggì a vari bombardamenti del porto.
Durante l'occupazione i tedeschi decisero di farne una portaerei leggera, ma la mancanza di materiali fermò il progetto nel 1943. Lo scafo venne infine varato nel settembre del 1946 per essere poi rimorchiato nel 1951 nella base navale di Brest per il suo completamento che si concluse nel 1954. 
La nave fece le sue prime prove in mare nel 1955 e fu ammessa al servizio attivo il 10 settembre 1956 presso la base navale di Tolone.
Tra il 1964 e il 1966 venne sottoposta a diverse modifiche per farla diventare una nave comando del Centre d'Expérimentation du Pacifique per conto del quale partecipò a sette esperimenti nucleari nella Polinesia francese (1966-72). A bordo del De Grasse Charles de Gaulle assistette al test dell'11 settembre 1966 a Mururoa (nome in codice Betelgeuse).
Il 9 dicembre 1972, la De Grasse raggiunse Brest dove venne messa in riserva il 20 marzo 1973. Il 25 gennaio 1974, venne messa a disposizione per la vendita e la rottamazione. Lo scafo venne demolito nel 1975 a La Spezia.